# Pardosa flammula
Pardosa flammula is een spinnensoort in de taxonomische indeling van de wolfspinnen (Lycosidae).
Het dier behoort tot het geslacht Pardosa. De wetenschappelijke naam van de soort werd voor het eerst geldig gepubliceerd in 1945 door Cândido Firmino de Mello-Leitão.